# Trichocyclus bugai
Trichocyclus bugai là một loài nhện trong họ Pholcidae. Loài này được phát hiện ở Tây Úc.